# Marian Brocki
Marian Roch Brocki (ur. 15 sierpnia 1944 w Bogorii, zm. 17 maja 2025) – polski chirurg i onkolog, profesor, prorektor UM w Łodzi.

## Życiorys
W 1968 r. ukończył studia lekarskie w Wojskowej Akademii Medycznej, w 1977 r. otrzymał doktorat za pracę dotyczącą badań klinicznych i doświadczalnych nad czasem przeżycia krwinek czerwonych w hemodilucji pod kierunkiem dr hab. Stanisława Barcikowskiego, w 1994 r. uzyskał habilitację za rozprawę pt. Wewnętrzny drenaż żółci śródmiąższową protezą wątroby w całkowitej niedrożności dróg żółciowych. Badania kliniczne i doświadczalne, natomiast w 1997 r. tytuł profesora nauk medycznych.
Był pracownikiem naukowym w Społecznej Akademii Nauk z siedzibą w Łodzi.

## Odznaczenia i wyróżnienia
- Złoty Krzyż Siły Zbrojne w Służbie Ojczyzny[1]
- Złoty Krzyż za Zasługi dla Obronności Kraju[1]
- Medal Honorowy Wojskowej Akademii Medycznej[1]
- Medal Komisji Edukacji Narodowej[1]
- Złoty Krzyż Zasługi[1]
- Odznaka Honorowa Wojskowej Akademii Medycznej[1]
- Krzyż Kawalerski Orderu Odrodzenia Polski[1]
- Odznaka Honorowa Polskiego Czerwonego Krzyża[1]
- Honorowa Odznaka Wojskowej Izby Lekarskiej[1]